# 皇室服喪令
皇室服喪令（こうしつふくもれい、明治42年6月11日皇室令第12号）は、皇族の喪、大喪、宮中喪などに関する皇室令である。
大日本帝国憲法・旧皇室典範下の1909年（明治42年）に制定され、1947年（昭和22年）5月1日に公布された皇室令及附属法令廃止ノ件（昭和22年皇室令第12号）により、日本国憲法が施行される前日の同年5月2日限り廃止された。

## 概要
大喪は皇族のほか臣民も喪に服する。